# Dicranoweisia roellii
Dicranoweisia roellii är en bladmossart som beskrevs av Kindberg in Röll 1896. Dicranoweisia roellii ingår i släktet snurrmossor, och familjen Dicranaceae. Inga underarter finns listade i Catalogue of Life.